# Corvus torquatus
Il corvo dal collare o cornacchia dal collare (Corvus torquatus Lesson, 1831) è un uccello passeriforme della famiglia Corvidae.

## Etimologia
Il nome scientifico della specie, torquatus, deriva dal latino e signfica "che indossa la torque", in riferimento alla livrea di questi uccelli.

## Descrizione

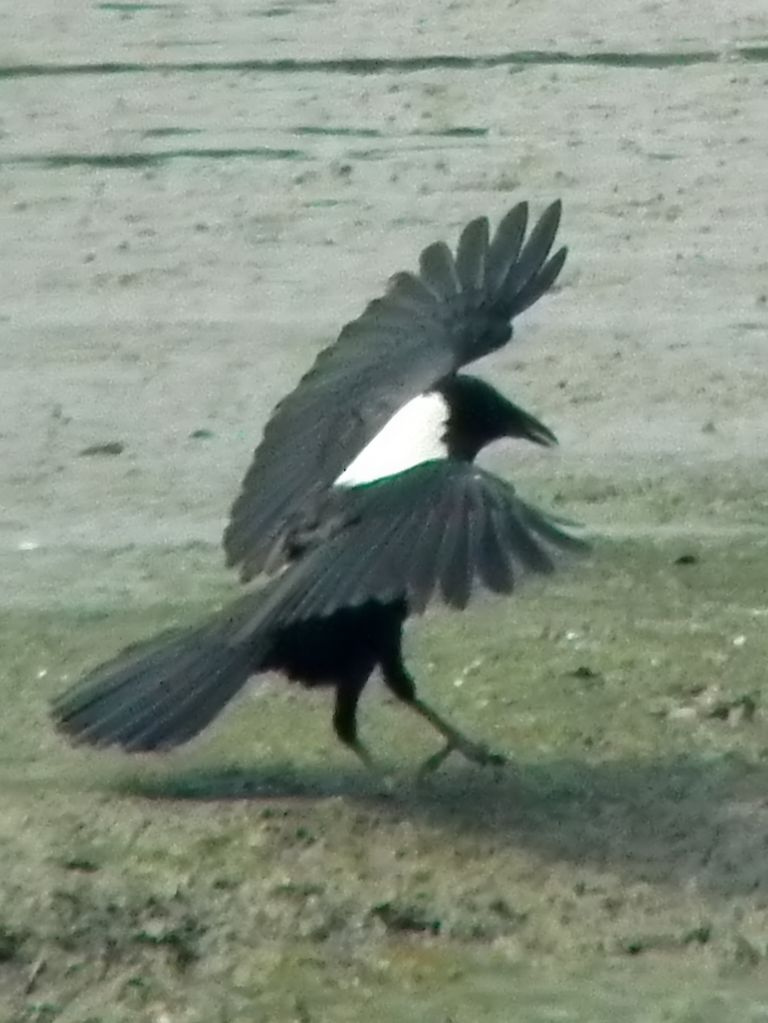
Esemplare atterra ad Hong Kong

### Dimensioni
Misura 50-55 cm di lunghezza, per 347-512 g di peso.

### Aspetto
Si tratta di uccelli dall'aspetto robusto e slanciato, muniti di piccola testa ovale e allungata, becco lungo, relativamente sottile (se paragonato a quello di altre specie di corvo), conico e lievemente ricurvo verso il basso, collo robusto, ali lunghe e digitate, zampe forti e lunghe e lunga coda dall'estremità arrotondata.
Il piumaggio si presenta di colore nero su tutto il corpo, lucido e con sfumature metalliche verdi o purpuree ben evidenti quando l'animale è nella luce diretta: come intuibile sia dal nome comune che dal nome scientifico della specie la nuca, il collo, la parte superiore del dorso, l'area scapolare e la parte inferiore del petto sono di colore bianco crema, a formare una sorta di largo collare.

I due sessi sono del tutto simili nella colorazione.
Il becco è nero, mentre le zampe sono di colore grigio-nerastro: gli occhi sono invece di colore bruno scuro.

## Biologia

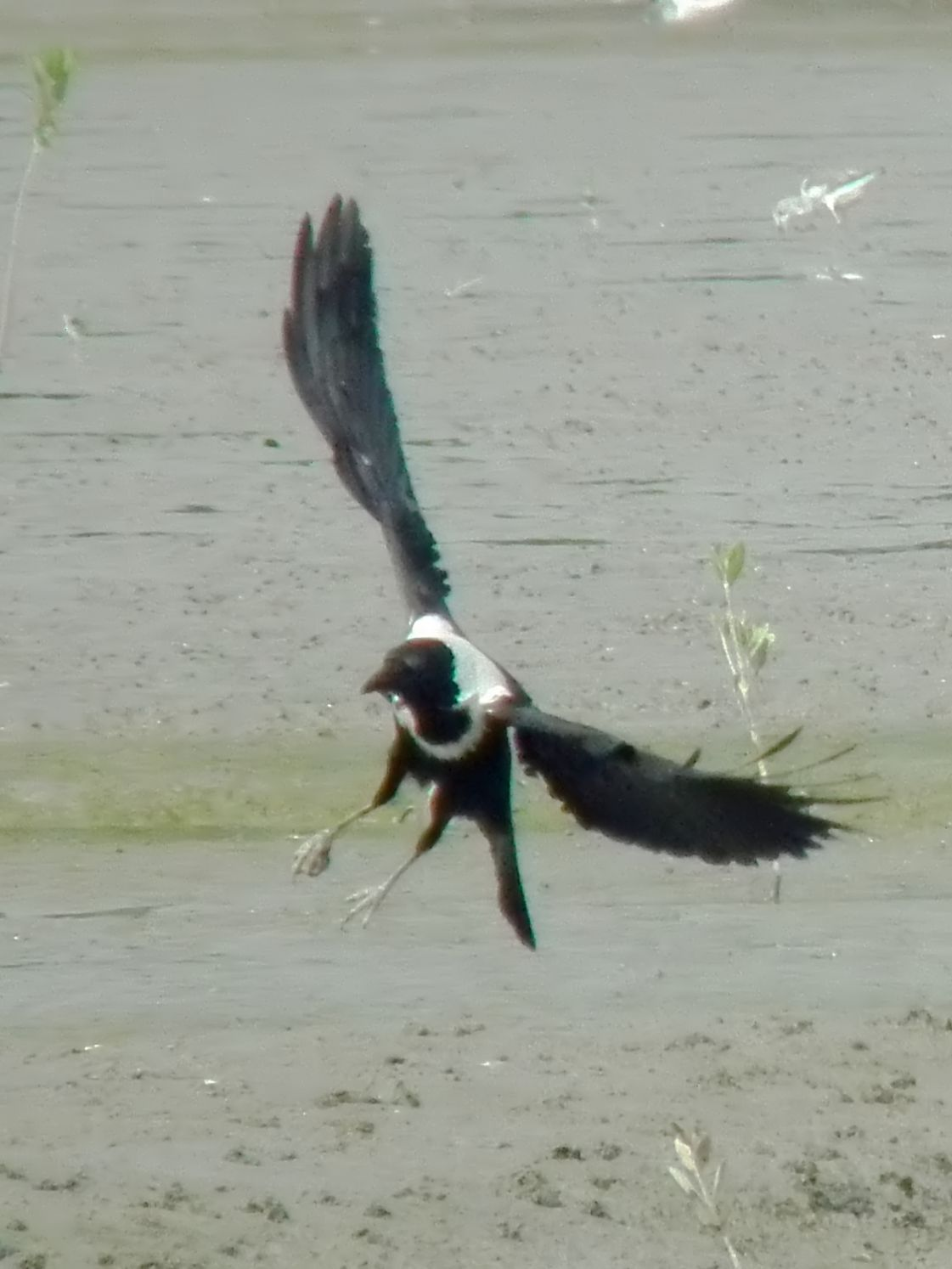
Esemplare in volo

Il corvo dal collare è un uccello dalle abitudini di vita diurne e moderatamente sociali, che vive in coppie o in gruppetti e passa la maggior parte della giornata alla ricerca di cibo al suolo: durante il giorno, i gruppi possono frazionarsi in singole unità, coppie o gruppetti di consistenza numerica inferiore, i quali si riuniscono verso sera fra i rami di un albero, dove poter passare la notte al riparo dalle intemperie e da eventuali predatori.

Il volo di questi uccelli è caratteristico perché essi tendono a mantenere le zampe penzoloni durante questo, anziché ritirarle vicino al corpo.
Il richiamo del corvo dal collare è un potente ed aspro gracchio, talvolta ripetuto due volte di fila, più o meno forte a seconda dell'eccitazione dell'animale: questi uccelli, inoltre, comunicano fra loro anche mediante la postura del corpo (schiocchi il becco, testa che annuisce, corpo puntato in avanti).

### Alimentazione

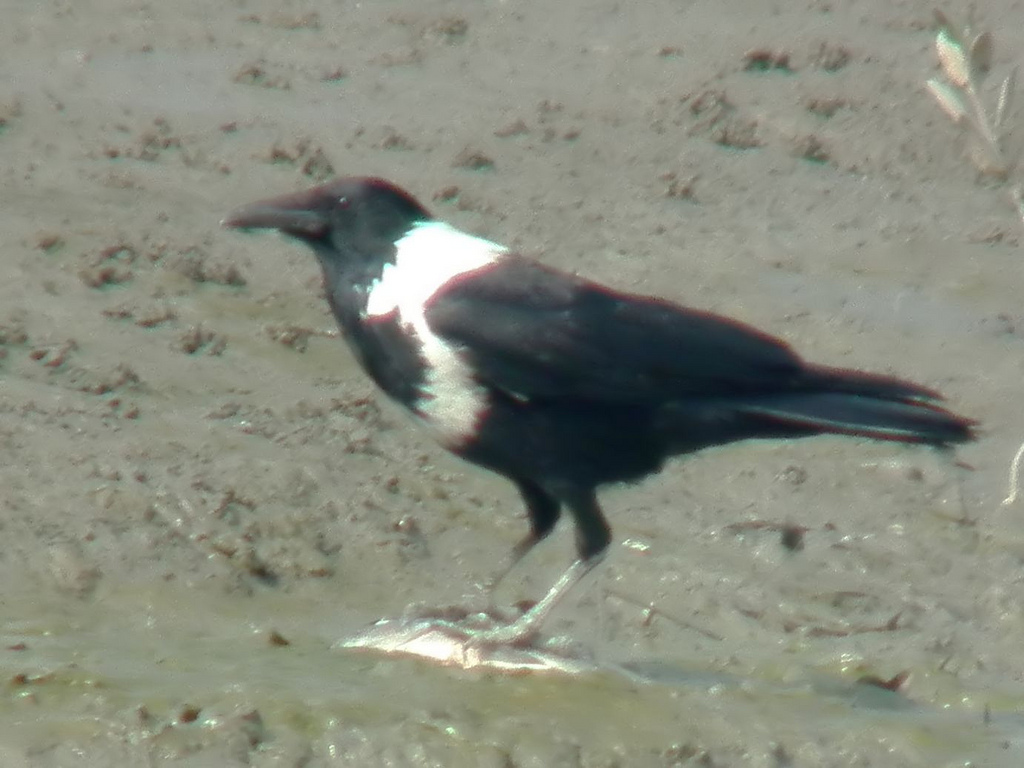
Esemplare mangia un pesce nel fango

Si tratta di uccelli onnivori, che si nutrono al suolo o nell'acqua bassa sulle rive dei fiumi: il loro cibo è rappresentato soprattutto da insetti, molluschi ed altri invertebrati, nonché da semi e granaglie (soprattutto riso), bacche e frutta. Rispetto ad altre specie di corvo, il corvo dal collare è meno saprofago e si ciba molto sporadicamente di carcasse, così come è raro che questi uccelli depredino i nidi o che frughino nell'immondizia o frequentino le discariche.

### Riproduzione
La stagione riproduttiva comincia in febbraio: si tratta di uccelli monogami, le cui coppie collaborano nella costruzione del nido (una struttura a coppa costruita con rametti intrecciati, foderata internamente di fibre vegetali, piumino e pelame e rinforzata esternamente con applicazioni di fango, posizionata generalmente su un albero solitario), nella cova (con la femmina che incuba materialmente le 3-4 uova per circa 19 giorni ed il maschio che nel frattempo la imbecca e la difende da eventuali intrusi) e nell'allevamento della prole.

## Distribuzione e habitat

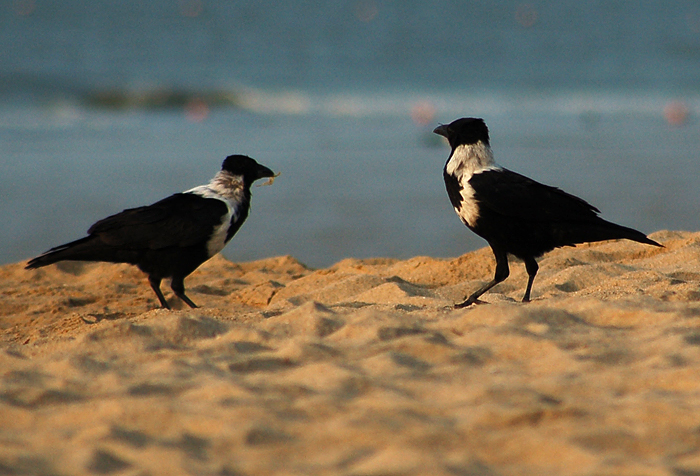
Coppia in spiaggia a Xiamen

Il corvo dal collare vive lungo la fascia costiera della Cina e del Vietnam centro-settentrionale, occupando un areale che si estende dal sud-ovest del Liaoning all'Annam centrale e verso l'interno fino allo Shaanxi e al Gansu sud-orientale a nord e allo Yunnan e al Sichuan a sud: la specie vive anche ad Hainan e a Kinmen, mentre è assente da Taiwan.
L'habitat di questi uccelli è rappresentato dalle aree pianeggianti con presenza di ampie aree erbose o coltivate, alternate con alberi isolati o macchie alberate poco estese dove passare la notte e nidificare: il corvo dal collare predilige gli ambienti rurali in prossimità dei corsi d'acqua e le risaie, mentre evita le aree urbane.